# Diospyros chevalieri
Diospyros chevalieri är en tvåhjärtbladig växtart som beskrevs av De Wild. Diospyros chevalieri ingår i släktet Diospyros och familjen Ebenaceae. Inga underarter finns listade i Catalogue of Life.